# Daniel Landa
Daniel Landa (* 4. listopadu 1968 Praha) je český rockový zpěvák, skladatel, aktivista, kouč, amatérský bojovník Muay Thai, herec a automobilový závodník. Ve své tvorbě se zabývá zejména vlasteneckými tématy.

## Život
Narodil se 4. listopadu 1968 v Praze. Asi v sedmi letech se s rodiči odstěhoval do Bořanovic. Rodiče se rozvedli, když byl ještě dítě, a tak byl vychováván jen matkou, zatímco s otcem měl až do dospělosti spíše špatný vztah.[zdroj?] V roce 1988 vystudoval pražskou konzervatoř v hudebně-dramatickém oboru.
V roce 1990 se oženil s tehdejší studentkou režie na FAMU Mirjam Müller, rodilou Němkou, se kterou má tři dcery – starší Anastázii (* 1998) a dvojčata Rozálii a Roxanu (* 2003).

## Herectví
Landa hrál například ve filmech Proč?, Černí baroni, Copak je to za vojáka… a v německém seriálu Alles ausser Mord. Účinkoval také ve filmech své ženy Mirjam Landové Kvaska (2007) a Tacho (2010), u kterého se podílel i na tvorbě scénáře. K oběma filmům napsal také hudbu. Hrál také Emanuela Moravce v seriálu České století (epizoda Den po Mnichovu).
V divadle hrál například v dramatu O myších a lidech společně s Davidem Matáskem, v muzikálu Dracula, Krysař a odehrál několik představení v muzikálovém dramatu Tajemství. Ve hře Tajemství Zlatého draka, která měla premiéru v listopadu 2008 a derniéru 18. května 2011 v brněnském Mahenově divadle, hrál postavu Merkuria (v alternaci s Tomášem Traplem).

## Hudba

### Orlík
V roce 1988 založil společně s hercem Davidem Matáskem kapelu Orlík, jejíž název převzali od stejnojmenné vinárny. V roce 1990 vydala kapela první studiovou nahrávku Oi!, která si získala velkou oblibu. Oblíbená byla i mezi příslušníky hnutí skinheads. Texty některých písní (viz např. „Bílá liga“, „Bílej jezdec“) vyvolaly nesouhlasné postoje. Druhým a posledním albem byla Demise, po kterém se kapela rozešla.

### Sólová dráha

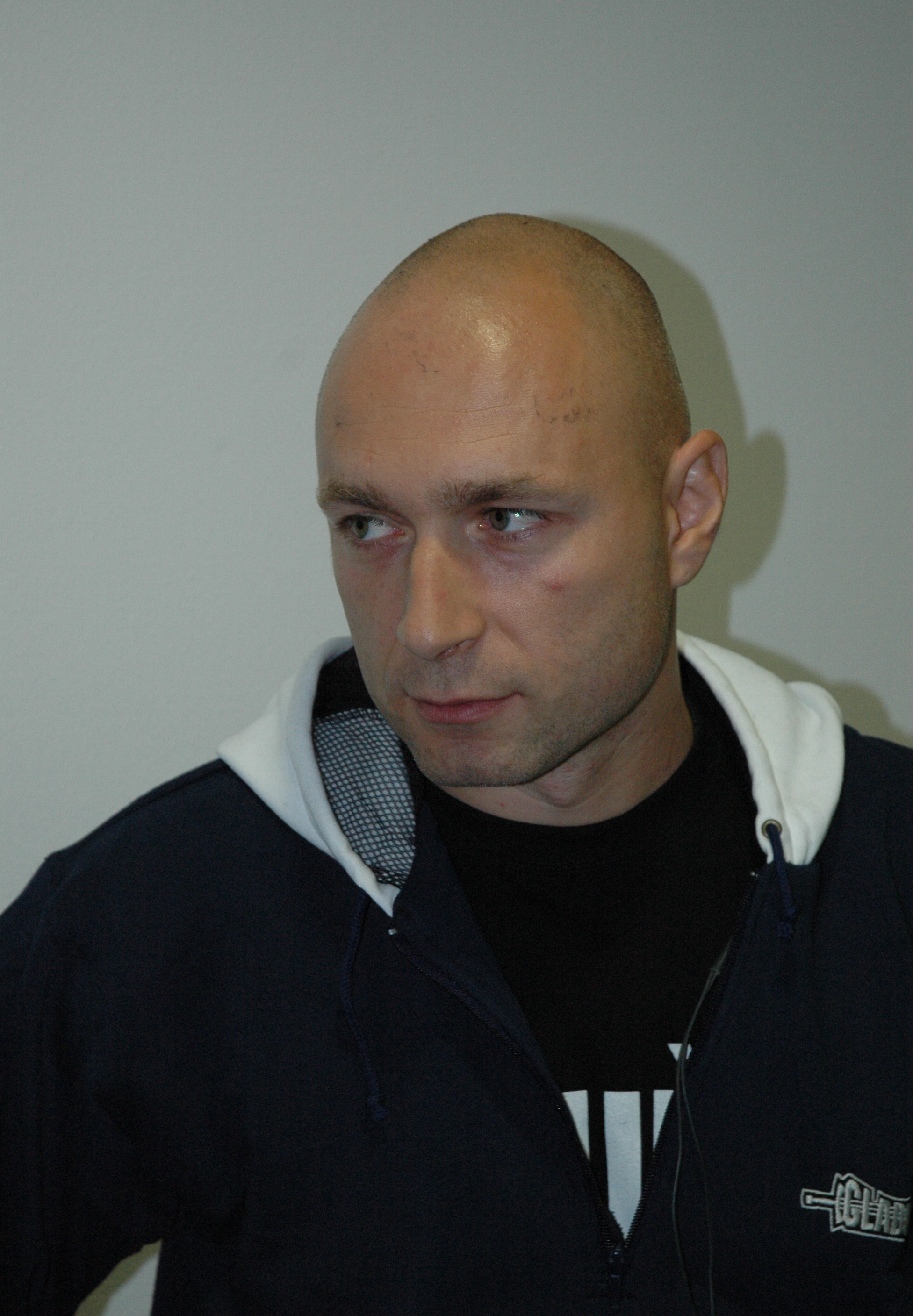
Daniel Landa (Ostrava, 2004)

Svoji sólovou kariéru začal deskou Valčík (1993), následovanou alby Chcíply dobrý víly (1995), Pozdrav z fronty (1997), Smrtihlav (1998), Konec (1999). V roce 2000 vyšlo výběrové album Best of Landa. V roce 2002 Landa nahrál 9 mm argumentů a o dva roky později album Neofolk, téhož roku vyšla i druhá výběrová deska.
V roce 2004 taktéž vystoupil v rámci činností řádu Ordo Lumen Templi ve vyšehradském chrámu svatého Petra a Pavla na koncertě Večer s písní Karla Kryla pro český národ, záznam z koncertu tvořeného coververzemi písní Karla Kryla vyšel na CD a DVD. V rámci činností řádu vystoupil Landa i na charitativním Večeru sjednocení (2006) v chrámu svaté Markéty na Břevnově. Tuto akci satiricky okomentoval mimo jiné také severočeský písničkář Xavier Baumaxa ve své skladbě Nazijazz.
V roce 2003 Landa absolvoval turné Vltava Tour, následovala turné Bouře (2005), Ostravice (2007) a koncert v divadle Kalich (2007). Záznamy koncertů Vltava Tour a Bouře vyšly na CD a DVD. V dubnu a květnu 2008 se uskutečnila série koncertů v ČR a SR Československo Tour 2008 k příležitosti 90. výročí založení Československé republiky. O rok později Landa vydal album Nigredo. Další éru turné odstartovala Vozová hradba (listopad 2011) a Dilema pyrotechnikovo (listopad 2012), následovalo turné Žito tour 2014 na Slovensku a v mnoha městech po České republice. V září 2015 vyšlo nové studiové album Žito a zároveň se uskutečnil Landův největší koncert – Velekoncert na pražském letišti Letňany s účastí přes 60 tisíc fanoušků. Turné Žito Tour Dojezd plánované na listopad 2016 bylo nakonec v srpnu zrušeno. Na podzim 2018, na oslavu životního jubilea proběhlo Turné Daniel Landa 50 – poslední koncert v Praze byl přímo v den Landových 50. narozenin. V tentýž rok vyšel na CD singl Hoří horizont. V letech 2019–2020, od října do ledna, následovalo turné Akustická šňůra a v létě 2020 dva exkluzivní akustické koncerty s názvem Bez náhubku, konaných na letní scéně divadla Kalich pod Žižkovskou věží. V roce 2022 Daniel Landa navštívil čtyři města se svou akustickou kapelou v rámci svého turné Akustická šňůra 2022. V roce 2023 poté vydal album Minové pole, do kterého přidal dříve vydané singly jako Anička Malinová, Hoří horizont a Blanický Manifest

### Skladatel a scenárista
Napsal scénickou hudbu k několika filmům a divadelním představením – Udělení milosti se zamítá (2002), Gambit (2001) a Ex Offo, naposledy k snímku Tacho.

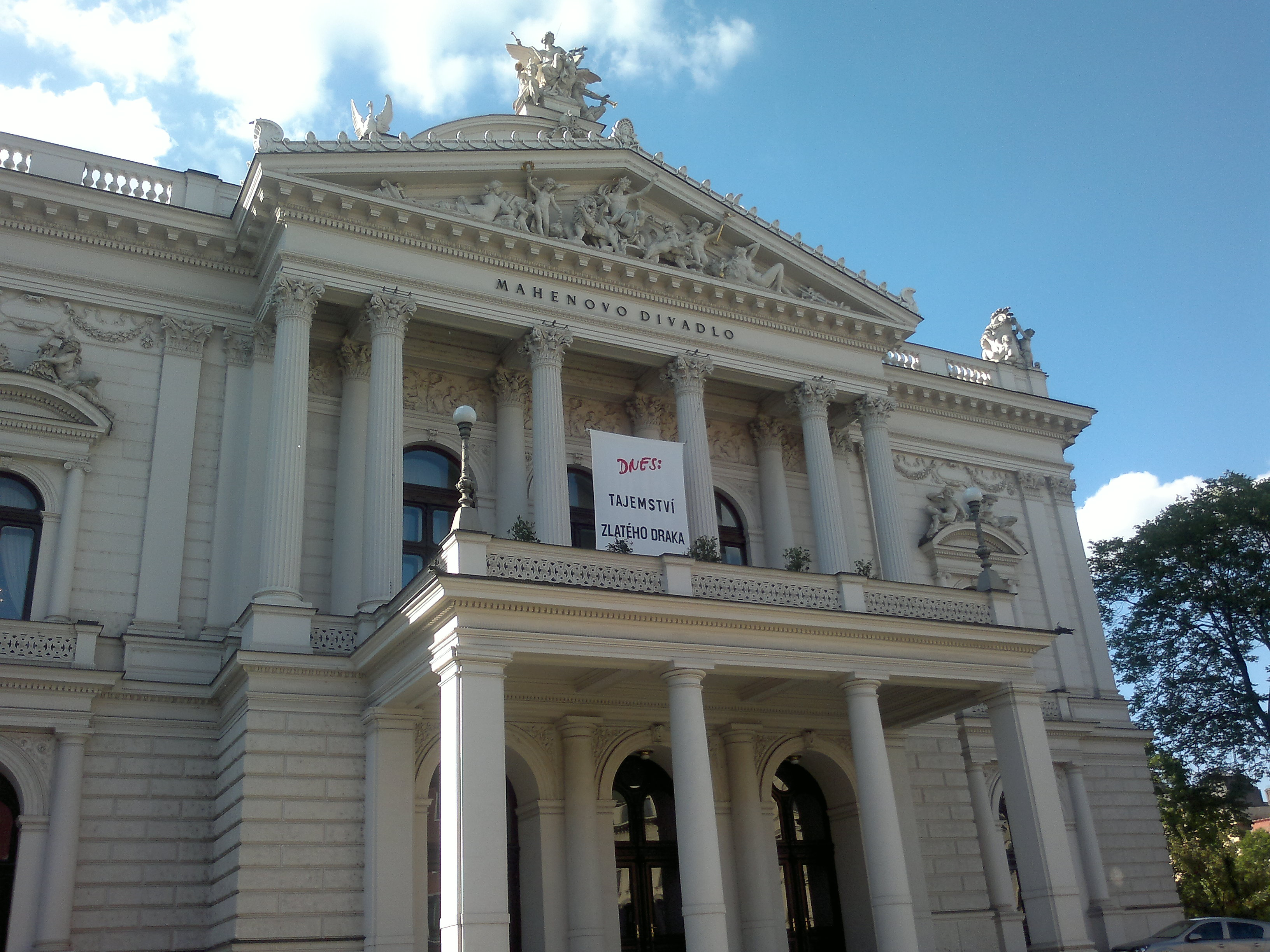
Pro Mahenovo divadlo složil Daniel Landa hudbu ke hře Tajemství Zlatého draka

Je rovněž autorem muzikálů. Tzv. dirty muzikál Krysař se poprvé hrál v roce 1996 v divadle Ta Fantastika. Dostal se dokonce i do Rakouska, Německa a Slovenska. V roce 2002 se objevil v nastudování divadla Kalich, kam se vrátil i v následujících letech. Druhým počinem je muzikálové drama Tajemství, které se také hrálo v divadle Kalich. V roce 2008 dopsal s Ondřejem Soukupem další hudbu pro muzikál Touha z pera a režie Mirjam Landy, který vycházel z filmu Kvaska. Dále sepsal pro brněnské Mahenovo divadlo hudbu ke hře Tajemství zlatého draka, která měla premiéru v listopadu 2008, derniéra se odehrála 18. května 2011.
V roce 2003 přepracoval Mozartovo Requiem do rockové podoby nazvané Rockquiem, které se hrálo v pražském Obecním domě.

## Další činnosti

### Závodění

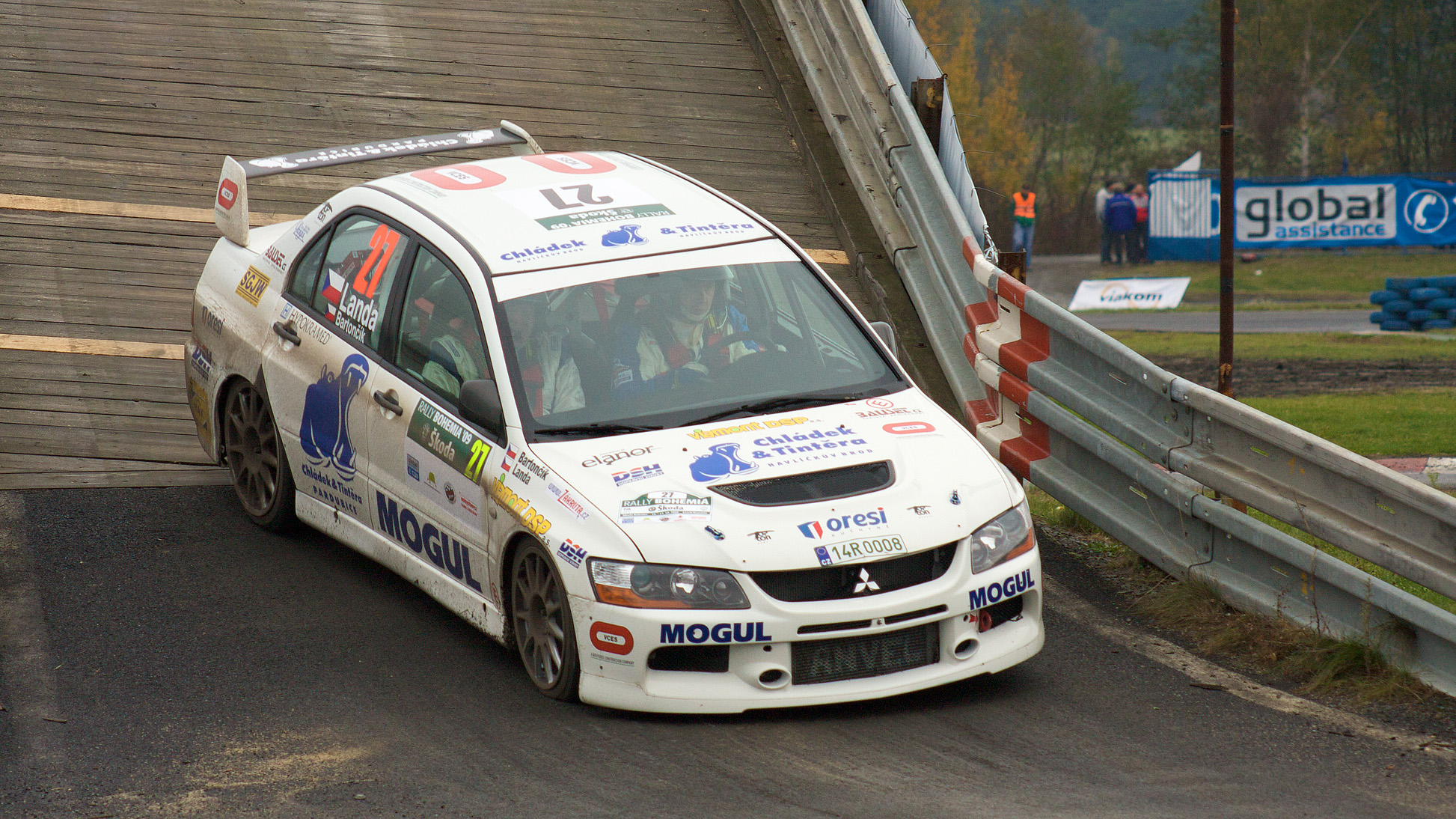
Daniel Landa v Mitsubishi Lancer Evolution při závodě Rally Bohemia 2009

Od roku 1996 jezdil autokros, dosáhl až na 6. místo v Evropě. V roce 1998 se dostal k závodění trucků, v roce 1999 byl vyhlášen nováčkem sezóny. Od roku 2001 jezdí Daniel Landa rallye v kategorii N4.

### Nadace Malina
S automobilismem souvisí i Nadace Malina, kterou založil Daniel Landa s Romanem Krestou. Tato nadace se zabývá osvětou a prevencí v oblasti bezpečnosti silničního provozu. Vydali i několik výukových filmů, například Bourá jen blb?, Auto je zbraň a Tacho.

### Ordo Lumen Templi
Činnost původně občanského sdružení Ordo Lumen Templi byla zahájena neveřejným koncertem Večer s písní Karla Kryla pro český národ. Na ten tematicky navázal Večer sjednocení v chrámu svaté Markéty na Břevnově, kde Daniel Landa vystoupil spolu s dětmi z dětských domovů Pyšely, Racek a Sázava. Z výtěžku koncertu finančně přispěl jménem řádu na dětské hřiště na Vyšehradě s tematikou starých českých pověstí. Landa ale na přelomu let 2007/2008 řád opustil a spolu s ním i řada dalších členů, podle některých bývalých členů se Ordo Lumen Templi de facto rozpadl. Jako spolek přesto stále (k roku 2018) existuje. Činností sdružení se zabývala také odborná religionistická veřejnost.

### Tajemství zlatého draka
Projekt Tajemství zlatého draka je představení hudebního dramatu, ve kterém vedle herců Národního divadla Brno osobně vystupuje Daniel Landa. Jeho nejznámější písně tvoří osu celého představení. Vystupuje zde v roli Merkuria – starověkého symbolu sjednocení duchovních sil, který popsal ve své tvorbě výstižně významný psycholog 20. století Carl Gustav Jung. Kromě písní jsou diváci Tajemství zlatého draka vtaženi do detektivního příběhu protkaného odkazy na tajemství starověkých i novověkých mystických legend a příběhů. Na inscenaci se podílela i autorská dvojice Zdenek Plachý a Jiří Šimáček.

### Kouzelník Žito 44
Koncem listopadu 2012 oznámil ukončení své hudební kariéry. Přestal používat i své jméno a začal si říkat „kouzelník Žito 44“. Velkou kontroverzi vyvolal jeho projev na předávání hudebních cen Český slavík 2012.
Jako kouzelník Žito si stanovil sedm „kejklí“, cílů, kterých chce dosáhnout:
1. plavat freedive s tygřími žraloky
2. v mistrovství světa v rallye se umístit do 4. místa
3. podplavat egyptskou Blue Hole
4. dokončit zápas v thaiboxu proti profesionálnímu boxerovi
5. dostat Sigmu Olomouc do finále Ligy mistrů
6. uspořádat koncert pro 100 tisíc lidí
7. položit základní kámen chrámu Zlatého draka

Hru na kouzelníka Žito však ukončil v roce 2016, což uvedl na svém facebookovém profilu a informaci také uvedla stanice DVTV.V květnu 2023 informoval iROZHLAS, že na firmu Žito 44, s.r.o., v níž měl Landa většinový podíl, byl podán insolvenční návrh pro dluhy po splatnosti 9,2 milionu Kč.

## Kontroverze

### Píseň Ariai, Árijec
V dubnu 2016 nazpíval se Sediqem Shababem z Afghánistánu svou píseň Ariai, ve které zpíval: My jsme jedna rasa, jedna rasa árijců, letíme do nebe, abychom přinesli mír. Předtím v prosinci 2015 se v Afghánistánu snažil jednat o omezení vydávání prý podvržených pasů, protože se podle jeho názoru v Evropě pohybovali neafghánci s falešnými průkazy totožnosti této země.

### Aktivity během pandemie covidu-19
Landa v průběhu koronavirové pandemie patřil k lidem, kteří věřili na menší závažnost zdravotních rizik spojených s nemocí covid-19. Na jeho webu zlatyspendlik.cz bylo ve „Výzvě lékařů a odborníků“ uvedeno: Tato „nemoc“ je zjišťována i u zcela zdravých lidí, kteří jsou neustále nesmyslně a draze plošně testováni, a to včetně dětí. Upozorňoval na negativní dopady protipandemických opatření; a zpochybňoval vakcíny proti viru SARS-CoV-2. Po zpřísněných kontrolách z hygienických stanic začátkem listopadu 2021 na dodržování těchto opatření v restauracích apod. vyzval na webu zlatyspendlik.cz 8. listopadu 2021 k obdobě DDoS útoku proti krajským hygienickým stanicím ČR. Příznivci se pak e-mailem skutečně dotazovali na provedené kontroly a Landa dosáhl jejich dalšího zahlcení, když se pracovníci snažili odpovídat v zákonem stanovené lhůtě. Ministerstvo zdravotnictví krátce poté na Zlatý špendlík podalo trestní oznámení pro sabotáž. 2. února 2022 zveřejnil server Seznam Zprávy rozhodnutí Státního zastupitelství v Praze, které jednání iniciativy Zlatý špendlík neklasifikovalo jako trestný čin.

## Diskografie

### Orlík
- Miloš Frýba for president (OI!) (1990)
- Demise (1991)

### Sólová tvorba
- Valčík (1993)
- Chcíply dobrý víly (1995)
- Krysař I. a II. (1996, záznam stejnojmenného muzikálu)
- Pozdrav z fronty (1997)
- Smrtihlav (1998)
- Konec (1999)
- Best of Landa (2000)
- 9 mm argumentů (2002)
- Krysař (2002, dirty muzikál, Landa ve dvou písních)
- Vltava tour (2003)
- Best of Landa 2 (2004)
- Neofolk (2004)
- Večer s písní Karla Kryla pro český národ (2004)
- Komplet/Best of (2005)
- Tajemství (2005, záznam stejnojmenného muzikálu na CD)
- Bouře (2006, vyšla jako koncert na DVD nebo na dvou CD)
- Kvaska (2007, hudba ke stejnojmennému filmu)
- Tajemství (2007, záznam stejnojmenného muzikálu na DVD)
- Touha (2009, soundtrack ke stejnojmennému muzikálu)
- Nigredo (2009)
- Platinum Collection (2010, 3 CD)
- Tacho (soundtrack ke stejnojmennému filmu 2010)
- Československo Tour 2008 (záznam na CD a DVD, 2011)
- Vozová hradba Daniel Landa tour 2011 (záznam na CD a DVD, 2012)
- Daniel Landa: Best of 3 (2013)
- Klíč králů (2013)
- Žito (2015)
- Hoří horizont (CD singl, 2018)
- Blanický manifest (CD singl, 2020)
- Ukolébavka (CD singl, 2020)
- Anička Malinová (CD singl, 2022)
- Minový pole (2023)

### Podíl a hostování na albech
- Švédská trojka – Tři sestry (1993, Landa jako host v písni Večerníček)
- Dracula/výběr (1995, původní obsazení muzikálu – 2 písně)
- Citová investice – Hapka & Horáček (1997, Landa jako host – 2 písně)
- Medium – Kurtizány z 25. avenue (2002, Landa jako host – 1 píseň)
- Krysař (2003, soundtrack ke stejnojmennému filmu – písně a hudba Daniela Landy)
- Rockquiem (2003, speciální projekt hudebně scénické show)
- Alimania – Jakub Mohamed Ali feat. O.S.G. (2004, Landa jako host, producent a spoluautor hudby)
- Strážce plamene – Hapka & Horáček (2006, Landa jako host – 2 písně)
- Buccaneer – Vláďa Šafránek (2011, Landa napsal text písně Pod pirátskou vlajkou)

## Filmografie
- Třetí patro (TV) 1985
- Případ Kolman (TV) 1986
- Copak je to za vojáka… (desátník) 1987
- Proč? (jako Pavel) 1987
- Kainovo znamení (jako Albín) 1989
- Jen o rodinných záležitostech (jako dozorce) 1990
- Tichá bolest (jako Vrábel) 1990
- Černí baroni (jako svobodník Halík) 1992
- Alles Außer Mord: Tödlicher Irrtum (TV) 1995
- Alles außer Mord: Hals über Kopf (TV) 1996
- Vltava tour
- Večer s písní Karla Kryla pro český národ 2004
- Bouře 2006
- Peklo s Landou 2007 – internetová reality show
- Kvaska (jako Franta) 2007
- Tajemství (jako Temný) 2007, DVD – záznam stejnojmenného muzikálu
- Tacho (jako Alex) 2010
- České století, díl „Den po Mnichovu“ (jako Emanuel Moravec) 2013[19]

## Videoklipy
- Buřty, pivo a nenávist 1986 (Petr Hapka)
- ORLÍK – Čech 1990 (oficiální videoklip)
- Jó, ulice! 1993 (Valčík)
- Přízraky 1994 (Valčík)
- Motýlek 1995 (Chcíply dobrý víly)
- Ztracení hoši 1995 (Chcíply dobrý víly)
- Včera mě někdo 1995 (Chcíply dobrý víly)
- Pozdrav z fronty 1997 (Pozdrav z fronty)
- 1938 1997 (Pozdrav z fronty)
- Smrtihlav 1998 (Smrtihlav)
- Na obzoru ani mrak ani loď 1999 (Konec)
- Tři sta z místa 2000 (Best Of)
- Vltava 2002 (9 mm argumentů)
- Tajemství 2002 (9 mm argumentů)
- Quantum Tarantulí 2002 (9 mm argumentů)
- Morituri te salutant 2003 (Vltava tour)
- Karavana mraků 2004 (Večer s písní Karla Kryla pro Český národ)
- Protestsong 2004 (Neofolk)
- Volám 2005 (Tajemství)
- Touha 2007 (Kvaska)
- Díkůvzdání, Otevřete okno aby duše mohla ven 2007 (Hapka, Horáček – Strážce plamene)
- Tacho 2010 (Tacho)
- Bohemia 2011
- Král a klaun 2013
- Lagu 2013 (Žito)
- Uruz 2014 (Žito)
- Šmouha 2014 (Žito)
- Blanický manifest 2021
- Anička Malinová 2022
- Reality Show 2023